# Коньков, Василий Андреевич
Василий Андреевич Коньков (1915—?) — рядовой Рабоче-крестьянской Красной Армии, участник Великой Отечественной войны, Герой Советского Союза (1945), лишён звания в 1949 году.

## Биография
Василий Коньков родился в 1915 году. 5 ноября 1943 года он был призван на службу в Рабоче-крестьянскую Красную Армию Верхне-Салдинским районным военным комиссариатом Свердловской области. С 5 июня 1944 года — на фронтах Великой Отечественной войны, был наводчиком станкового пулемёта 322-го стрелкового полка 32-й стрелковой дивизии. Отличился во время боёв под Могилёвом в июле 1944 года.
Во время прорыва линии обороны немецких войск рядовой Василий Коньков первым из своего подразделения переправился с пулемётом через реку Проня и открыл огонь по противнику. Вслед за ним переправилась рота, которая выбила противника из траншей и заняла деревню Застенки. Немецкие войска общей численностью до батальона при поддержке танковых подразделений перешли в контратаку с целью выбить советские войска из Застенков. Во время отражения контратаки Коньков со своим пулемётом ворвался в боевые порядки немецких войск и открыли массированный пулемётный огонь, отделя таким образом пехоту от танков. В бою Коньков был контужен, но поля боя не покинул.
Во время форсирования реки Бася Коньков ходил в разведку в тыл немецких подразделений. Там он скрытно подобрался к стоявшему бронетранспортёру с пехотой и поджёг его, уничтожив попутно 15 солдат противника.
Во время форсирования Днепра Коньков вновь ходил в разведку, где взял «языка». Всего же за период боёв под Могилёвом Конькову удалось взять в плен 23 немецких солдата и офицера и уничтожить 11 огневых точек противника. 29 июля 1944 года он был представлен командиром дивизии гвардии полковником Беловым к званию Героя Советского Союза.
Указом Президиума Верховного Совета СССР от 24 марта 1945 года рядовой Василий Коньков был удостоен высокого звания Героя Советского Союза с вручением ордена Ленина и медали «Золотая Звезда».
После окончания войны Коньков был демобилизован. Поступил на службу в органы МВД, был милиционером Ашукинского отделения милиции Пушкинского райотдела УМВД Московской области. В октябре 1947 года, находясь в нетрезвом виде, вместе с тремя сослуживцами организовал незаконную проверку пассажиров электропоезда и получение денег от безбилетных пассажиров, нескольких высадил и выбросил вещи. В тот же день все четверо были задержаны. 21 января 1948 года Военный трибунал войск МВД Московской области приговорил его по совокупности преступлений к 15 годам лишения свободы.
Указом Президиума Верховного Совета СССР от 26 апреля 1949 года за злостное хулиганство Коньков был лишён звания Героя Советского Союза.
Также был награждён орденами Отечественной войны 2-й степени, Красной Звезды, медалями «За отвагу», «За боевые заслуги» и «За оборону Ленинграда». Всех наград лишён.